# Jens Zemke
Jens Zemke, nacido el 17 de octubre de 1966 en Wiesbaden, fue un ciclista profesional alemán que actualmente hace las labores de director deportivo del conjunto Bora-Hansgrohe. 

## Palmarés
1992
- 1 etapa de la Vuelta a Baviera

1994
- 1 etapa de la Vuelta a Baviera

1999
- Tour de Hesse, más 1 etapa
- Vuelta a Nuremberg